# Gare de Lausanne-Sébeillon
La gare de Lausanne-Sébeillon ou gare de Sébeillon est une gare ferroviaire de marchandises située en ville de Lausanne.

## Situation ferroviaire

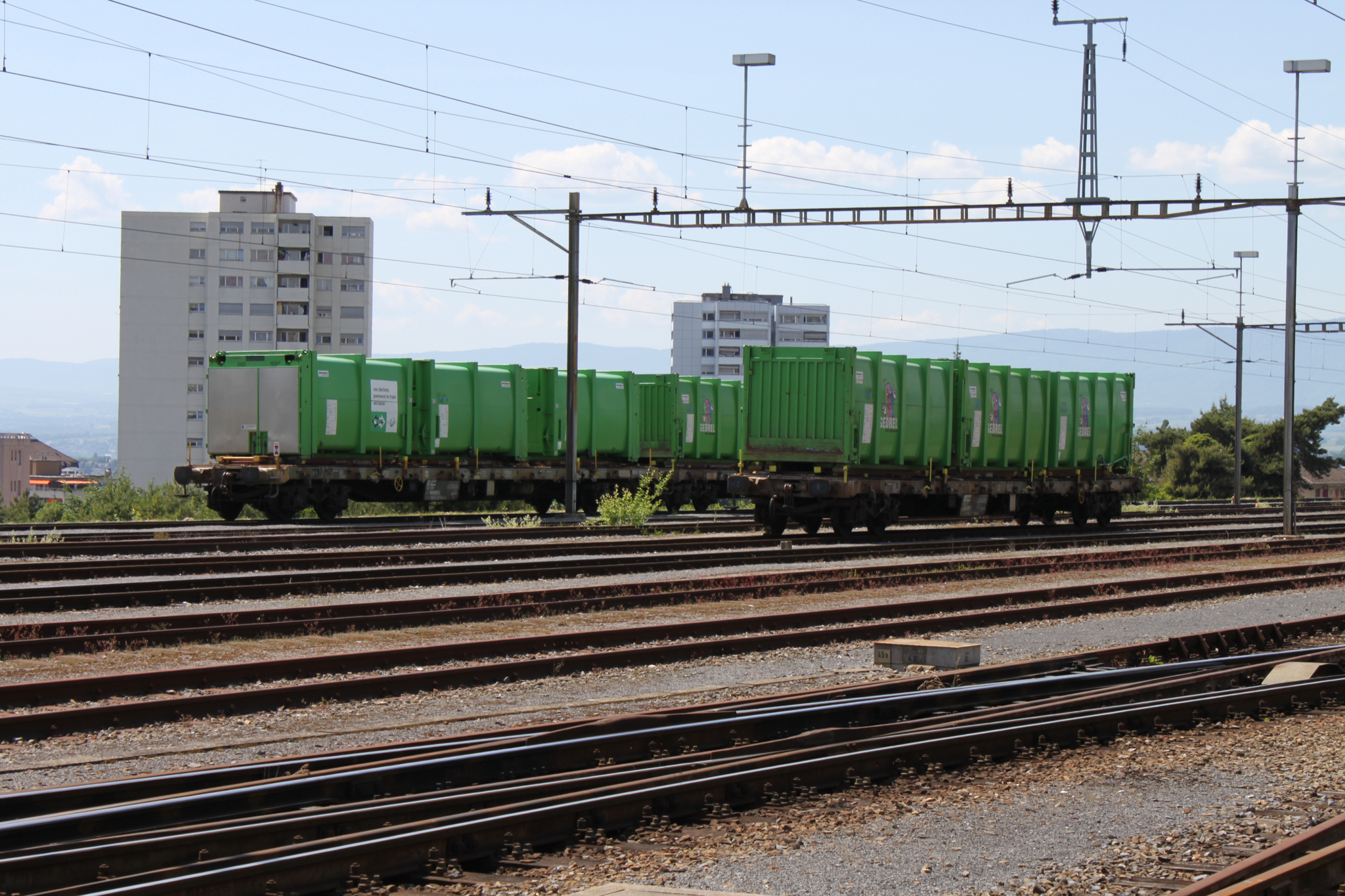
Wagons de marchandises stationnés sur le faisceau de la gare.

Établie à 446,8 m d'altitude, la gare de Lausanne-Sébeillon est située au point kilométrique 1,52 de la ligne Lausanne – Renens, entre les gares de Lausanne et Renens. C'est une gare affectée au service marchandises et ne possède aucune infrastructure pour le service voyageurs.

## Histoire
L'idée de construire une gare à l'ouest de Lausanne pour désengorger la gare principale, remonte au début du siècle. Les terrains ont été acquis par les CFF et la ville de Lausanne, entre 1910 et 1912. La conjoncture et deux guerres mondiales ont empêché sa réalisation rapide. La commune de Lausanne créé en 1922-1923 la Société industrielle de Sébeillon-Lausanne (SISL) et démarre les travaux de construction de la future gare. Les travaux sont achevés en 1927 et la gare est inaugurée le 14 juillet de cette année en même temps que la liaison entre Sébeillon et Renens. Pour assurer la manœuvre, la SISL fait l'acquisition du locotracteur E 3/3 8554 des CFF.
À la suite de la volonté des CFF de supprimer le trafic marchandises en gare de Lausanne, ces derniers rachètent la SISL en 1949 et vendent le locotracteur E 3/3 8554. La régie fédérale ouvre la ligne Sébeillon - Lausanne au trafic marchandises le 1er juillet 1951 et transfère ses activités marchandises l'année d'après.
La gare est agrandie de nouveaux bâtiments et est inaugurée en 1953. Elle comprend des voies normales et étroites en liaison avec le réseau des CFF, mais également avec le LEB jusqu'en 1971 et le Lausanne-Ouchy jusqu'en 1979.
Un prolongement de la ligne vers le quartier du Flon a été réalisé entre 1953 et 1954. Cette ligne de 980 m fut supprimée le 28 décembre 1979. La construction de cette liaison a marqué l’arrêt de l’usage de la Ficelle pour le transport des marchandises.

### Raccordement à l'usine Tridel
Au tout début du XXIe siècle, nouveau développement est réalisé avec la construction d'une liaison par tunnel vers l'usine d'incinération des déchets Tridel de la Sallaz. Ce tunnel d'une longueur de 3 850 m, partiellement en courbe, avec une pente de 50 ‰, a été mis en service après quatre ans de travaux, en janvier 2006 et inauguré le 21 septembre 2007.

### Encyclopédies spécialisées
- [DEHA97] Michel Dehanne, Michel Grandguillaume, Gérald Hadorn, Sébastien Jarne, Jean-Louis Rochaix et Anette Rochaix, Voies normales privées du Pays de Vaud, Lausanne, BVA, 1997 (ISBN 2-88125-010-6)

- [ROCH86] Gérald Hadorn et Jean-Louis Rochaix, Voies étroites de la campagne vaudoise, Lausanne, BVA, 1986 (ISBN 2-88125-004-1)

### Autre ouvrage spécialisé
- [PDF] [SASS06] Julien Sansonnens, « La gare de Lausanne-Sébeillon, minirecherche historique », août 2006 (consulté le 26 août 2011)
- F. Chenaux, « Gare de Lausanne-Sébeillon », Bulletin technique de la Suisse romande, vol. 73 (1947), nos 14 et 15,‎ 12 juillet 1947, p. 196-200 (lire en ligne, consulté le 13 janvier 2018)